# (463925) 2014 UV157
(463925) 2014 UV157 es un asteroide perteneciente al cinturón de asteroides, descubierto el 24 de noviembre de 2009 por el equipo Spacewatch desde el Observatorio Nacional de Kitt Peak (Arizona, Estados Unidos).